# Lista över fornlämningar i Ljungby kommun (Odensjö)
Lista över fornlämningar i Ljungby kommun (Odensjö) är en förteckning av ett urval av de fornlämningar som finns i Odensjö i Ljungby kommun.
| Namn                         | Lämningstyp                 | Tillkomsttid | Historisk indelning | Plats | Läge                 | ID-nr          | Bild                                 |
| ---------------------------- | --------------------------- | ------------ | ------------------- | ----- | -------------------- | -------------- | ------------------------------------ |
| Odens grav (Odensjö 1:1)     | Grav markerad av sten/block |              | Odensjö, Småland    |       | 56.862741, 13.611767 | 10074200010001 | Ladda upp en bild av detta fornminne |
| Odensjö 2:1                  | Gravfält                    |              | Odensjö, Småland    |       | 56.868561, 13.622160 | 10074200020001 | Ladda upp en bild av detta fornminne |
| Odensjö 3:1                  | Stensättning                |              | Odensjö, Småland    |       | 56.886063, 13.636464 | 10074200030001 | Ladda upp en bild av detta fornminne |
| Prästastenen (Odensjö 5:1)   | Grav markerad av sten/block |              | Odensjö, Småland    |       | 56.825744, 13.564301 | 10074200050001 | Ladda upp en bild av detta fornminne |
| Drakaröret (Odensjö 6:1)     | Röse                        |              | Odensjö, Småland    |       | 56.824501, 13.546049 | 10074200060001 | Ladda upp en bild av detta fornminne |
| Odensjö 7:1                  | Röse                        |              | Odensjö, Småland    |       | 56.823649, 13.560221 | 10074200070001 | Ladda upp en bild av detta fornminne |
| Odensjö 8:1                  | Röse                        |              | Odensjö, Småland    |       | 56.824553, 13.569097 | 10074200080001 | Ladda upp en bild av detta fornminne |
| Odensjö 8:2                  | Röse                        |              | Odensjö, Småland    |       | 56.824452, 13.569185 | 10074200080002 | Ladda upp en bild av detta fornminne |
| Odensjö 8:3                  | Stenkrets                   |              | Odensjö, Småland    |       | 56.824328, 13.569190 | 10074200080003 | Ladda upp en bild av detta fornminne |
| Odensjö 9:1                  | Gravfält                    |              | Odensjö, Småland    |       | 56.823464, 13.568856 | 10074200090001 | Ladda upp en bild av detta fornminne |
| Odensjö 15:1                 | Stensättning                |              | Odensjö, Småland    |       | 56.809233, 13.595333 | 10074200150001 | Ladda upp en bild av detta fornminne |
| Odensjö 18:1                 | Röse                        |              | Odensjö, Småland    |       | 56.832131, 13.606334 | 10074200180001 | Ladda upp en bild av detta fornminne |
| Odensjö 18:2                 | Röse                        |              | Odensjö, Småland    |       | 56.832235, 13.605689 | 10074200180002 | Ladda upp en bild av detta fornminne |
| Odensjö 18:3                 | Grav markerad av sten/block |              | Odensjö, Småland    |       | 56.832308, 13.605867 | 10074200180003 | Ladda upp en bild av detta fornminne |
| Odensjö 22:1                 | Stensättning                |              | Odensjö, Småland    |       | 56.853705, 13.636902 | 10074200220001 | Ladda upp en bild av detta fornminne |
| Odensjö 27:1                 | Stensättning                |              | Odensjö, Småland    |       | 56.879450, 13.632188 | 10074200270001 | Ladda upp en bild av detta fornminne |
| Odensjö 29:1                 | Grav markerad av sten/block |              | Odensjö, Småland    |       | 56.821321, 13.600953 | 10074200290001 | Ladda upp en bild av detta fornminne |
| Odensjö 31:1                 | Röse                        |              | Odensjö, Småland    |       | 56.811928, 13.505892 | 10074200310001 | Ladda upp en bild av detta fornminne |
| Odensjö 33:1                 | Stensättning                |              | Odensjö, Småland    |       | 56.835341, 13.531240 | 10074200330001 | Ladda upp en bild av detta fornminne |
| Odensjö 34:1                 | Röse                        |              | Odensjö, Småland    |       | 56.845269, 13.519523 | 10074200340001 | Ladda upp en bild av detta fornminne |
| Odensjö 36:1                 | Röse                        |              | Odensjö, Småland    |       | 56.865387, 13.617949 | 10074200360001 | Ladda upp en bild av detta fornminne |
| Odensjö 36:2                 | Röse                        |              | Odensjö, Småland    |       | 56.865333, 13.618183 | 10074200360002 | Ladda upp en bild av detta fornminne |
| Odensjö 76:1                 | Stensättning                |              | Odensjö, Småland    |       | 56.838464, 13.525497 | 10074200760001 | Ladda upp en bild av detta fornminne |
| Odensjö 79:1                 | Stensättning                |              | Odensjö, Småland    |       | 56.823677, 13.544912 | 10074200790001 | Ladda upp en bild av detta fornminne |
| Odensjö 94:1                 | Stensättning                |              | Odensjö, Småland    |       | 56.888308, 13.529693 | 10074200940001 | Ladda upp en bild av detta fornminne |
| Odensjö 101:1                | Röse                        |              | Odensjö, Småland    |       | 56.876816, 13.541423 | 10074201010001 | Ladda upp en bild av detta fornminne |
| Odensjö 102:1                | Stensättning                |              | Odensjö, Småland    |       | 56.876907, 13.539632 | 10074201020001 | Ladda upp en bild av detta fornminne |
| Odensjö 110:1                | Grav markerad av sten/block |              | Odensjö, Småland    |       | 56.866570, 13.551897 | 10074201100001 | Ladda upp en bild av detta fornminne |
| Odensjö 110:2                | Grav markerad av sten/block |              | Odensjö, Småland    |       | 56.866473, 13.552015 | 10074201100002 | Ladda upp en bild av detta fornminne |
| Knuts altare (Odensjö 111:2) | Röse                        |              | Odensjö, Småland    |       | 56.870568, 13.587246 | 10074201110002 | Ladda upp en bild av detta fornminne |
| Odensjö 112:1                | Gravfält                    |              | Odensjö, Småland    |       | 56.882534, 13.597104 | 10074201120001 | Ladda upp en bild av detta fornminne |
| Odensjö 118:1                | Stenkammargrav              |              | Odensjö, Småland    |       | 56.884445, 13.546309 | 10074201180001 | Ladda upp en bild av detta fornminne |
| Odensjö 119:1                | Stensättning                |              | Odensjö, Småland    |       | 56.890147, 13.558992 | 10074201190001 | Ladda upp en bild av detta fornminne |
| Odensjö 120:1                | Hällristning                |              | Odensjö, Småland    |       | 56.863254, 13.574367 | 10074201200001 | Ladda upp en bild av detta fornminne |
| Odensjö 133:1                | Röse                        |              | Odensjö, Småland    |       | 56.828467, 13.603204 | 10074201330001 | Ladda upp en bild av detta fornminne |
| Odensjö 140:1                | Röse                        |              | Odensjö, Småland    |       | 56.863332, 13.574487 | 10074201400001 | Ladda upp en bild av detta fornminne |
| Odensjö 151:1                | Stensättning                |              | Odensjö, Småland    |       | 56.884708, 13.584192 | 10074201510001 | Ladda upp en bild av detta fornminne |
| Odensjö 160:1                | Stensättning                |              | Odensjö, Småland    |       | 56.856380, 13.638108 | 10074201600001 | Ladda upp en bild av detta fornminne |
| Odensjö 163:1                | Röse                        |              | Odensjö, Småland    |       | 56.883209, 13.633936 | 10074201630001 | Ladda upp en bild av detta fornminne |
| Odensjö 176:1                | Kvarn                       |              | Odensjö, Småland    |       | 56.868143, 13.615834 | 10074201760001 | Ladda upp en bild av detta fornminne |
| Odensjö 181:1                | Stensättning                |              | Odensjö, Småland    |       | 56.828242, 13.580984 | 10074201810001 | Ladda upp en bild av detta fornminne |
| Odensjö 181:2                | Grav markerad av sten/block |              | Odensjö, Småland    |       | 56.828264, 13.580828 | 10074201810002 | Ladda upp en bild av detta fornminne |